# Rio Jundiaí (Rio Grande do Norte)
O rio Jundiaí é um curso de água que banha o estado do Rio Grande do Norte, no Brasil. É um afluente do Rio Potengi.

## Etimologia
"Jundiaí" é proveniente da língua tupi, significando "rio dos jundiás".